# Daniel dos Santos
Daniel dos Santos Correia (Covilhã, 29 dicembre 2002) è un calciatore portoghese naturalizzato svizzero, centrocampista del Lugano.

## Carriera

### Club
Dos Santos è cresciuto nel settore giovanile del Thun, dove ha debuttato il 12 febbraio 2021 nell'incontro di Challenge League perso 2-0 contro il Grasshoppers. Ha segnato il suo primo gol il 3 aprile seguente contro il Wil.
Il 24 giugno 2024 ha lasciato i biancorossi dopo 111 partite disputate e 24 reti all'attivo nell'arco di quattro stagioni, ed ha siglato un quadriennale con il Lugano, club di prima divisione, con cui nel corso della stagione 2024-2025 esordisce anche nelle competizioni UEFA per club: disputa infatti 2 partite nei turni preliminari di Champions League, 3 partite nei turni preliminari di Europa League e 5 partite nella fase campionato della Conference League.

### Nazionale
Ha giocato con le nazionali giovanili svizzere Under-20 e Under-21.

## Statistiche

### Presenze e reti nei club
Statistiche aggiornate al 21 marzo 2025.
| Stagione        | Squadra         | Campionato      | Campionato | Campionato | Coppe nazionali | Coppe nazionali | Coppe nazionali | Coppe continentali | Coppe continentali | Coppe continentali | Altre coppe | Altre coppe | Altre coppe | Totale | Totale |
| Stagione        | Squadra         | Comp            | Pres       | Reti       | Comp            | Pres            | Reti            | Comp               | Pres               | Reti               | Comp        | Pres        | Reti        | Pres   | Reti   |
| --------------- | --------------- | --------------- | ---------- | ---------- | --------------- | --------------- | --------------- | ------------------ | ------------------ | ------------------ | ----------- | ----------- | ----------- | ------ | ------ |
| 2019-2020       | Thun II         | 2L              | 10         | 1          | -               | -               | -               | -                  | -                  | -                  | -           | -           | -           | 10     | 1      |
| 2020-2021       | Thun II         | 2L              | 10         | 6          | -               | -               | -               | -                  | -                  | -                  | -           | -           | -           | 10     | 6      |
| 2021-2022       | Thun II         | 1L              | 2          | 2          | -               | -               | -               | -                  | -                  | -                  | -           | -           | -           | 2      | 2      |
| Totale Thun II  | Totale Thun II  | Totale Thun II  | 22         | 9          |                 | -               | -               |                    | -                  | -                  |             | -           | -           | 22     | 9      |
| 2020-2021       | Thun            | ChL             | 16+2       | 3+0        | CS              | 0               | 0               | -                  | -                  | -                  | -           | -           | -           | 18     | 3      |
| 2021-2022       | Thun            | ChL             | 30         | 4          | CS              | 2               | 0               | -                  | -                  | -                  | -           | -           | -           | 32     | 4      |
| 2022-2023       | Thun            | ChL             | 20         | 6          | CS              | 2               | 0               | -                  | -                  | -                  | -           | -           | -           | 22     | 6      |
| 2023-2024       | Thun            | ChL             | 35+2       | 10+0       | CS              | 2               | 1               | -                  | -                  | -                  | -           | -           | -           | 39     | 11     |
| Totale Thun     | Totale Thun     | Totale Thun     | 105        | 23         |                 | 6               | 1               |                    | -                  | -                  |             | -           | -           | 111    | 24     |
| 2024-2025       | Lugano          | SL              | 24         | 0          | CS              | 2               | 1               | UCL+UEL+UCL        | 2+3+7              | 0+0+2              | -           | -           | -           | 38     | 3      |
| Totale carriera | Totale carriera | Totale carriera | 151        | 32         |                 | 8               | 2               |                    | 12                 | 2                  |             | -           | -           | 171    | 36     |